# Unité urbaine de Ribérac
L'unité urbaine de Ribérac est une unité urbaine française centrée sur la ville de Ribérac dans le département de la Dordogne.

## Données globales
Dans le zonage réalisé par l'Insee en 1999, l'unité urbaine (l'agglomération) de Ribérac est composée de trois communes de la Dordogne, dans l'arrondissement de Nontron.
Dans le zonage 2010 de l'Insee, l'unité urbaine de Ribérac était composée des trois mêmes communes.
Elle représentait jusqu'en 2019 le pôle urbain de l'aire urbaine de Ribérac qui s'étendait sur ces trois mêmes communes. En 2020, la notion d'aire urbaine a été abandonnée et remplacée par celle d'aire d'attraction d'une ville. L'aire d'attraction de Ribérac est composée de vingt-quatre communes du seul département de la Dordogne.
Dans le zonage 2020 de l'Insee, l'unité urbaine n'est plus composée que de deux communes, celle de Saint-Martin-de-Ribérac n'en faisant plus partie.

## Composition de l'unité urbaine

### Compositions 1999 et 2010
En 1999 et 2010, l'unité urbaine était composée des trois communes suivantes : Ribérac, Saint-Martin-de-Ribérac et Villetoureix.

### Composition 2020
La liste ci-dessous, établie par ordre alphabétique, indique les communes appartenant à l'unité urbaine de Ribérac, selon la nouvelle délimitation de 2020, avec leur population municipale, issue du recensement le plus récent :

| Nom          | Code Insee | Statut | Superficie (km2) | Population (dernière pop. légale) | Densité (hab./km2) |
| ------------ | ---------- | ------ | ---------------- | --------------------------------- | ------------------ |
| Ribérac      | 24352      |        | 22,79            | 3 770 (2022)                      | 165                |
| Villetoureix | 24586      |        | 16,4             | 893 (2022)                        | 54                 |

## Évolution démographique
L'évolution démographique ci-dessous concerne l'unité urbaine selon le périmètre défini en 2020.
| 1968  | 1975  | 1982  | 1990  | 1999  | 2006  | 2011  | 2016  | 2022  |
| ----- | ----- | ----- | ----- | ----- | ----- | ----- | ----- | ----- |
| 4 464 | 4 712 | 4 582 | 4 897 | 4 762 | 4 930 | 4 925 | 4 808 | 4 663 |

Histogramme

(élaboration graphique par Wikipédia)